# Портрет Алексея Юрьевича Гамена
«Портрет Алексея Юрьевича Гамена» — картина Джорджа Доу и его мастерской из Военной галереи Зимнего дворца.
Картина представляет собой погрудный портрет генерал-майора Алексея Юрьевича Гамена из состава Военной галереи Зимнего дворца.
С начала Отечественной войны 1812 года генерал-майор Гамен был шефом 3-го морского полка и командовал 32-й пехотной дивизией, в Первом сражении под Полоцком был тяжело ранен; по выздоровлении отличился во Втором сражении под Полоцком, где снова был тяжело ранен и более в войне против Наполеона участия не принимал.
Изображён в генеральском вицмундире, введённом для пехотных генералов 7 мая 1817 года. Слева на груди звезда ордена Св. Анны 1-й степени; на шее крест ордена Св. Георгия 3-го класса; справа на груди крест ордена Св. Владимира 4-й степени с бантом, серебряная медаль «В память Отечественной войны 1812 года» на Андреевской ленте и бронзовая дворянская медаль «В память Отечественной войны 1812 года» на Владимирской ленте. С тыльной стороны картины надписи: Hamen и Geo Dawe RA pinxt. Подпись на раме: А. Ю. Гаменъ, Генералъ Маiоръ.
7 августа 1820 года Гамен был включён в список «генералов, заслуживающих быть написанными в галерею» и 16 февраля 1822 года император Александр I приказал написать его портрет. Гонорар Доу был выплачен 1 июля 1822 года. Готовый портрет был принят в Эрмитаж 7 сентября 1825 года.
В 1840-е годы в мастерской Поля Пети по рисунку В. Долле с портрета была сделана литография, опубликованная в книге «Император Александр I и его сподвижники» и впоследствии неоднократно репродуцированная. В части тиража была использована литография мастерской И. П. Песоцкого по рисунку И. А. Клюквина, отличающаяся незначительными деталями.